# Dette
La dette (du latin debeo signifiant « devoir, ce que l'on doit à quelqu'un ») est un devoir (en droit, une obligation) d'une personne (le débiteur) envers une autre (le créancier). Juridiquement, c'est la face « passive » de l'obligation par rapport à la créance qui est le droit d'exiger la prestation.
Si le mot dette s'emploie essentiellement pour les dettes financières, une dette est aussi un concept moral. Certaines dettes morales sont impossibles à quantifier et donc à rembourser, par exemple lorsqu'une personne sauve la vie d'une autre personne. Les dettes jouent un rôle central dans l'organisation des activités humaines, notamment économiques. Généralement, une dette permet un investissement qui doit améliorer la production. Par exemple, un État peut emprunter pour construire des infrastructures telles que des routes qui, il l'espère, vont favoriser les échanges. Plus simplement, un paysan peut demander l'aide de ses voisins pour défricher une terre qu'il pourra alors cultiver. Aujourd'hui, le système bancaire est un maillon essentiel de l'économie contrôlant l'émission de monnaie. En effet les dettes ne sont qu'un moyen utilisé pour maîtriser la masse monétaire : l’ajuster en fonction de la croissance, de l'inflation ou du chômage. Afin d'assurer la confiance des différents agents économiques, les dettes sont encadrées par le droit. En droit le concept de dette fait partie du droit des obligations. Mais les dynamiques complexes de la dette sont finalement peu comprises et, malgré le droit, elles font peser un risque certain sur l'économie et plus généralement les sociétés humaines. On ne peut faire abstraction des risques extérieurs comme la météo et de la dimension psychologique associée à la perception de l'avenir, de la valeur et du risque par les êtres humains. Si les agents économiques perdent confiance dans l'avenir ou leurs capacités à accomplir leurs promesses, le fragile équilibre peut s’effondrer.
En comptabilité, une dette est un passif ou un actif, selon le point de vue débiteur ou créancier, certain dont l'échéance et le montant sont fixés de façon précise. Dans ce sens, les dettes d'une personne, d'une entreprise, d'un pays ou d'une institution sont l'ensemble des sommes qu'il ou elle devra payer pour rembourser par exemple des emprunts qu'elle a contractés auprès d'une banque, pour régler des charges qu'elle a engagées (factures à payer, abonnements, primes d'assurance…) ou qui lui sont imposées (impôts…).

## Histoire
L'histoire de la dette est plus ancienne que celle de la monnaie : alors que les premières pièces datent du règne de Gygès autour de 700 av. J.-C., un système économique basé sur la dette s'est développé dès la civilisation de Sumer, 6000-3500 av. J.-C.

### Antiquité
La civilisation de Sumer, 6000-3500 av. J.-C., a développé un système de dette, la forme de dette la plus ancienne connue aujourd'hui. Dans ce système de prêts et d'emprunts, les paysans s'endettaient le plus souvent au prix de leur liberté et de celle de leurs enfants, la servitude étant souvent la seule possibilité de rembourser leurs dettes. Pour gérer ce système, les rois sumériens disposaient du droit d'amnistie, annulant régulièrement l'ensemble des dettes et des servitudes associées. On retrouve l'héritage de ce système dans la loi du Jubilé de l'ancien Israël (Lévitique 25:10). Elle est aussi présente dans le Nexum romain.

### Moyen Âge
Les républiques et cités italiennes du Moyen Âge et de la Renaissance furent parmi les premiers États à se construire avec l'émission de dette, les monti,. Les monti sont, au Moyen Âge et à la Renaissance en Italie, une équivalence des obligations. Ce type de fonds existe encore sous la forme des Monts-de-piété.
En 1262, la cité de Venise réalise la première émission de dette sous forme de « monte », le Monte vecchio, suivi en 1482 du Monte nuovo et en 1509 du Monte nuovissimo. En 1343, les Perruzi, banquiers florentins, font faillite après le défaut d'Édouard III d'Angleterre. En 1347, les dettes de la cité de Florence sont regroupées dans un fonds, le « Monte commune », montagne de dettes que la ville est dans l'incapacité de rembourser. Le taux est fixé à 5 % et les dettes peuvent être échangées comme n'importe quel bien. Ce marché est très volatil, 5 % de la dette publique peut être échangé chaque année (ref Pezzolo). À la fin du XIVe siècle, du fait de la multiplication des conflits avec les autres États, la ville multiplie les émissions de dettes. Peu à peu la richesse se transfère vers les plus riches, ceux qui ont le plus prêté à la ville. En 1352, 2 % des Florentins possèdent 25 % des richesses de la ville, en 1404 les plus riches ont accumulé 42 % des richesses. En 1427, ces transferts de richesse soumis à une imposition inégale ne vont pas sans heurts, en 1378 les travailleurs du textile, les ciompi, se révoltent. En 1427, les rentrées d'argent ne suffisent plus à rembourser la dette… 86 % des monti appartiennent à 10 % des Florentins, tandis que 71 % des foyers n'en détiennent pas.
En 1407, à Gênes, les plus importants créanciers de la ville créent la Casa di San Giorgio, une entreprise multinationale avant l'heure. Abandonnant de plus en plus la gestion de revenus fiscaux et douaniers à ces créanciers, la république de Gênes perd une grande partie de sa légitimité et de son pouvoir. La cité est alors gérée principalement par et pour les intérêts privés de l'oligarchie possédant la Casa di San Giorgio.

## Réglementation
Une règle de bonne gestion consiste à équilibrer dépenses et revenus. Le recours à l'endettement par emprunt permet de financer des investissements importants tout en préservant cette règle. Pour faire face aux différents conflits qui peuvent survenir entre les préteurs et les emprunteurs, les dettes sont encadrées par le droit. Les lois qui régissent les modalités d'une dette sont différentes selon la nature du préteur et/ou de l'emprunteur.
Le crédit est le cadre juridique de dette le plus important, car c'est aussi le principal mécanisme de création monétaire. Les banques créent de la monnaie en échange d'une reconnaissance de dette.

### Ménages

#### Reconnaissance de dette
La reconnaissance de dette est un acte unilatéral écrit par lequel une personne, appelée débiteur, reconnaît devoir une somme d'argent à une autre personne, appelée créancier.
Lorsqu'une personne prête de l'argent à une autre, il est préférable d'avoir une preuve de ce prêt. Certaines mentions sont obligatoires et doivent donc figurer sur ce papier. En France, il s'agit de la signature de celui qui s'engage, la date et le montant du prêt en chiffres et en lettres. Par conséquent, pour être valable, elle doit être écrite, datée et signée par le débiteur. En cas de différence entre la somme en chiffres et la somme en lettres, la reconnaissance de dette ne vaut que pour la somme écrite en toutes lettres.
À noter qu'il existe différents types de reconnaissance de dette, parmi lesquelles :
- la reconnaissance de dette notariée, fait chez un notaire et authentifiée par celui-ci ;
- la reconnaissance de dette sous seing privé, fait par les deux protagonistes de celle-ci de façon privé.

#### Surendettement
La banque de France fixe le taux d'usure, le taux maximum légal pour un prêt. En France, un particulier n'a pas le droit de faire banqueroute. Une procédure de surendettement a été mise en place depuis 1989 en cas d'impossibilité manifeste pour le débiteur de bonne foi de faire face à l'ensemble de ses dettes non professionnelles exigibles et à échoir. La réglementation applicable à ce jour résulte de la loi du 1er juillet 2010.
En Suisse, l'association Caritas a créé un site internet Caritas dette conseil, en dix langues, pour venir en aide et conseiller les personnes confrontées aux dettes ou pour éviter qu'elles se retrouvent dans cette situation. Il propose des solutions, contient une multitude de lettres types, formulaires et liens, ainsi que les adresses et numéros de téléphone des services de désendettement d'utilité publique.

### Entreprises non-financières
Les entreprises peuvent avoir recours à la dette pour financer leurs opérations si elles ne disposent pas suffisamment de capitaux ou simplement comme outils de gestion. Dans une optique de gestion financière, on distingue souvent les dettes selon leur degré d'exigibilité, allant des dettes de court terme aux dettes de moyen et long terme. Les dettes de moyen-long terme sont le plus souvent contractées pour financer le cycle d'investissement tandis que les dettes de court terme financent le cycle opérationnel.
On distingue entre autres :
- dettes à court terme d'exploitation - essentiellement les crédits fournisseurs ;
- dettes à court terme hors exploitation - impôt sur les sociétés à payer au fisc, cotisations sociales à verser à l'URSSAF, avances et acomptes reçus sur commandes… ;
- dettes à court terme bancaires, consenties par des partenaires financiers ;
- dettes à moyen terme ou long terme :
  - emprunts bancaires,
  - obligations, une forme d'emprunt accessible aux grandes entreprises côtés sur les marchés comme le CAC40.

Dans le cadre européen, pour les établissements publics à caractère industriel et commercial (EPIC) dont l'activité relève du secteur concurrentiel, les possibilités d'intervention de l'État français sont là aussi limitées. De même, selon les règles du commerce international, les entreprises ne peuvent être maintenues sous perfusion financière de l'État. Une entreprise privée qui se trouve en état de cessation de paiements est soumise à une procédure de redressement judiciaire prévue par le code de commerce ou, s'il n'existe manifestement pas de possibilité de redressement, de liquidation judiciaire, et dans ce cas cesse d'exister. En effet, contrairement aux États ou aux personnes physiques, une entreprise peut disparaître. Pour éviter cette extrémité, les entreprises privées (mais cela s'applique aussi aux entreprises publiques) utilisent diverses stratégies : réduction des charges par rationalisation des systèmes de production, abandon des branches non rentables qui sont soit liquidées, soit externalisées, cessions d'actifs non stratégiques (immobilier par exemple) ou bien recapitalisation par les actionnaires.
Les entreprises publiques de statut privé (sociétés anonymes) peuvent en principe être mises en faillite si l'État décide de ne plus les faire bénéficier de subventions publiques, soit par décision purement budgétaire, soit en application de normes européennes (pour éviter les distorsions de concurrence). Certaines entreprises de droit privé doivent ou ont dû également faire face à des dettes colossales consenties par des banques, qui grèvent leur rentabilité pour plusieurs années (Alstom, le Crédit Lyonnais en 1993, Eurotunnel, France Telecom ou Vivendi sont des anciens cas parmi les plus célèbres en France).

### Entreprises financières
Les entreprises financières sont encadrées par diverses lois et règles.

#### Banques centrales
Les banques centrales sont des institutions nationales ou supra-nationales à but non lucratif qui émettent de la monnaie. Elles prêtent essentiellement aux banques commerciales. La Réserve fédérale des États-Unis a pour mission d'assurer la stabilité des prix (c'est-à-dire de limiter l'inflation) et la bonne marche de l'économie. La mission principale de la Banque centrale européenne est d'assurer la stabilité des prix. Elle établit sa politique monétaire en fixant les taux directeurs selon les intérêts de sa mission. Depuis 2008 la BCE rachète aussi des dettes souveraines ce qui équivaut indirectement à prêter aux États.
Les banques centrales sont dans le système financier moderne largement indépendantes du pouvoir politique. L'indépendance des banques centrales est considérée comme susceptible de limiter l'inflation. En France la loi de 1973 précise l'autonomie de la banque de France par rapport au pouvoir politique. Cependant si le droit interdit dans un grand nombre de pays l'achat direct de dette d'État par la banque centrale, celle-ci peut par contre librement acheter cette dette sur le marché secondaire. Alesina et Summers (1993) ont entendu démontrer une relation entre taux d'inflation faible et grande indépendance des banques centrales, mais des études fondées sur un indicateur plus précis de l'indépendance, celui de Cukierman (1992), et menées dans un plus grand nombre de pays relativisent grandement cette première conclusion.
Le FMI, la Banque mondiale et la Banque des règlements internationaux sont des institutions financières internationales qui participent au fonctionnement de l'économie globale et à la régulation financière.

#### Établissements financiers
Un établissement financier est une entreprise qui s'occupe essentiellement de vendre ou d'acheter de la dette. Les formes juridiques sont multiples. On distingue les banques, les sociétés de fiducie, les sociétés de courtage de valeurs, les compagnies d'assurances, les sociétés de crédit-bail, les investisseurs institutionnels.
Outre la forme classique de l'emprunt, les établissements financiers contractent et échangent de la dette sous des formes multiples comme les produits dérivés. Un contrat d'assurance est une dette conditionnelle qui permet à son bénéficiaire de transférer un risque sur la compagnie d'assurance. Les calculs de la prime d'assurance ou du taux d'intérêt d'un emprunt font appel aux mêmes techniques actuarielles d'estimation des risques. Une option est un droit d'achat ou de vente d'un produit, comme le blé ou le pétrole, à une date et un prix fixé.

### Dette publique
Les États ont pendant longtemps eu le privilège de battre la monnaie établissant ainsi une unité de compte simplifiant et favorisant les échanges sur leur territoire. La monnaie est utilisée en grande partie pour financer les armées et les campagnes militaires. La monnaie est le « nerf de la guerre » dès ses débuts : « Ce n'est pas Philippe, mais l'or de Philippe qui prit les villes de Grèce ». L'argent et l'or sont les deux principaux métaux précieux utilisés pour battre la monnaie ; l'histoire est marquée de crises tournant autour d'un de ces deux métaux. Au milieu du XXe siècle, toutes les monnaies deviennent fiduciaires et cessent définitivement d'être convertible en or. Parallèlement les dettes publiques se développent. Les États se distinguent de leurs souverains, contractent des dettes en leur nom et ces dettes s'échangent ensuite sur un marché secondaire. Les cités italiennes comme Venise sont les premiers États à développer ce système encouragé par le développement des banques. La confiance accordé à une monnaie et le crédit d'une dette publique repose essentiellement sur la capacité de l'État à lever des impôts et à honorer ses engagements.
Un État est censé être le maître du jeu. Souverain, il fixe le cadre légal entourant sa dette publique, peut recourir à l'impôt, dévaluer sa monnaie ou même changer de monnaie. Cependant, il existe des limites comme le démontre la courbe de Laffer dans le recours à l'impôt et, dans un monde de plus en plus globalisé où les échanges sont essentiellement transnationaux, chaque État doit composer avec ses partenaires et les traités internationaux dans un marché des capitaux mondialisé.
Abandonnant peu à peu le terrain de la guerre, les États s'assignent de nouveaux objectifs comme d'assurer l'éducation ou la santé de leur population augmentant d'autant leurs besoins de financement.
En France, les collectivités publiques territoriales ne peuvent être mises en faillite, mais elles peuvent être mises sous la tutelle de l'État.

## Économie politique

### Endettement des ménages
La dette des ménages considérée dans son ensemble représente un agrégat économique. Une dette des ménages trop élevée, surtout si elle est à taux variable (c'est-à-dire que le taux d'intérêt à payer sur une dette contractée dans le passé suit l'évolution des taux d'intérêt actuels), est une fragilité potentielle pour l'économie d'un pays, qui est alors sujet à des crises financières ou à des chutes de la consommation en cas de hausses de taux brutales (l'endettement des ménages américains est souvent cité en exemple ; depuis la fin de la Seconde Guerre mondiale, alors que souvent les deux adultes d'un ménage touchent maintenant un salaire, les ménages américains sont de moins en moins capable d'économiser et s'endettent par conséquent).
En France, les ménages sont assez faiblement endettés, en comparaison avec les autres pays développés. Même si leur taux d'endettement a fortement augmenté pendant la première décennie du XXIe siècle, le ratio dette des ménages sur actifs nets des ménages reste relativement bon et s'établit en 2007 à 13,84 %. Fin 2005, les ménages résidents en France disposaient d’un patrimoine de 8 067 milliards, soit 75 % du patrimoine total de la nation, essentiellement immobilier. De 1995 à 2005, le patrimoine des ménages a augmenté de + 10 % par an, supérieur à la croissance du PIB de 3,7 %. Cette augmentation du patrimoine est la conséquence de la hausse des prix de l’immobilier alimentée par la baisse des taux d'intérêt. En parallèle, la dette immobilière des Français a doublé entre 2000 et 2010 faisant craindre une bulle immobilière.
| Année | taux endettement (% revenu disponible) | revenu disponible moyen | revenu disponible médian |
| ----- | -------------------------------------- | ----------------------- | ------------------------ |
| 2000  | 52 %                                   | 31 990 €                | 26 930 €                 |
| 2009  | 77 %                                   | 34 540 €                | 28 740 €                 |

### Dette étudiante
La dette étudiante est contractée par un ancien étudiant durant ses études, généralement sous la forme d'un prêt étudiant. Dans certains pays comme les États-Unis, cette dette, difficilement remboursable, devient un problème politique.

### Administrations publiques
La plupart des États du monde sont endettés ; la dette mesurée est celle de l’ensemble des administrations publiques. La dette publique mondiale s'élève aujourd'hui (pour 2011) à plus de 40 000 milliards de dollars. En France, la dette publique s'élève à près de 1700 milliards d'euros selon les critères de Maastricht en 2011 et la charge de la dette, c'est-à-dire les intérêts, s'élève à 45,4 milliards d'euros (en 2011) soit environ 15 % du budget de l'État ou encore 1 700 euros par ménage.
Certaines dettes, comme les retraites futures, sont dites « implicites » et ne sont généralement pas comptabilisées dans les finances publiques, car trop complexes à appréhender comme, d'autre part, certains actifs. En effet, il est difficile d'estimer leurs coûts ou leurs prix. Lorsque les économistes tentent toutefois de faire un bilan, on parle alors de dette nette comme la différence entre passifs et actifs. Si dans un bilan comptable les actifs doivent être égaux aux passifs, ce n'est pas vrai pour la plupart des acteurs économiques dans un environnement soumis à de nombreux aléas. Pour un particulier, le prix de ses biens tels qu'une maison fluctuent alors que sa dette évolue généralement suivant un calendrier précis. Pour une entreprise, la conjoncture économique peut devenir insoutenable si la vente des biens ou des services qu'elle produit ne lui permet plus de payer ses salariés ou de faire face.

### Pays en développement
En 2010, une dette de plus 3 500 milliards de dollars a été accumulée par les pays en développement. Ces dettes sont la manifestation d'une volonté de développement. Mais certains États, en particulier des pays africains, à cause d'instabilité politique (guerres civiles), des problèmes de corruption endémique, de fuites des capitaux sous les régimes dictatoriaux, sont ou ont été surendettés et ne parviennent pas à faire face aux échéances de remboursement. Certaines dettes peuvent être reportées ou partiellement annulées par les créanciers qui se réunissent dans des structures informelles comme le Club de Paris, le Club de Londres, l'Initiative pays pauvres très endettés ou le Comité pour l'annulation de la dette du tiers monde.
Au cours des années 2000, la dette nette extérieure de certains pays en développement a été fortement réduite en particulier en raison de la hausse des cours de matières premières ou de développement réussi. Des pays, comme la Chine ou le Brésil, sont maintenant des créanciers nets des pays développés. Cependant, beaucoup de pays très endettés au regard de leurs ressources sont restés pauvres malgré l'initiative pays pauvres très endettés qui profite à une quarantaine de pays essentiellement africains.

### Panorama de la dette mondiale
La banque des règlements internationaux synthétise et analyse la dette mondiale en collectant des données de divers institutions comme les banques centrales.
Les journaux publient régulièrement des graphiques permettant d'appréhender la complexité de la dette, balance et interconnexion entre différents secteurs, différents pays,.
Selon l'Institute of International Finance (IIF), le montant total de dette (ménages, entreprises et États) dans le monde a atteint en 2019 un nouveau record, à 250 000 milliards de dollars, soit 320 % du PIB mondial.
| Pays         | ménage | entreprise (sans secteur financier) | secteur financier | État | total |
| ------------ | ------ | ----------------------------------- | ----------------- | ---- | ----- |
| Japon        | 67     | 99                                  | 120               | 226  | 512   |
| Royaume-Uni  | 98     | 109                                 | 219               | 81   | 507   |
| Espagne      | 82     | 134                                 | 76                | 71   | 363   |
| France       | 48     | 111                                 | 97                | 90   | 346   |
| Italie       | 45     | 82                                  | 76                | 111  | 314   |
| Corée du Sud | 81     | 107                                 | 93                | 33   | 314   |
| États-Unis   | 87     | 72                                  | 40                | 80   | 279   |
| Allemagne    | 60     | 49                                  | 87                | 83   | 278   |
| Australie    | 105    | 59                                  | 91                | 21   | 277   |
| Canada       | 91     | 53                                  | 63                | 69   | 276   |

Fin 2017, la dette mondiale (ensemble des dettes de la planète) a atteint un record et est estimée à 237 000 milliards de dollars.
Au niveau mondial, la dette publique et privée représentait 61 % du PIB mondial en 2001, 116 % en 2007 et 225 % en 2016, selon les données du FMI qui ne prennent en compte que les dettes publiques et celles des entreprises ; cette dette mondiale atteignait 164.000 milliards de dollars fin 2016, dont 37 % de dette publique et 63 % de dettes des entreprises non financières ; la Chine est responsable de 43 % de l'augmentation de la dette mondiale depuis 2007, mais les pays développés restent responsables de la grande majorité de la dette mondiale.

### Finance
Les marchés de la dette, marché monétaire pour les dettes à court terme (< 1 an) et marché obligataire pour les dettes à moyen et long terme (>1an) sont en volume beaucoup plus importants que les marchés d'action. En 2010, les encours sur le marché obligataire mondial fin 2010 se monte à 95 trillions (95 000 milliards) de dollars.
Mais les encours les plus importants se trouvent maintenant sur les marchés de contrats dérivés dont l'importance a fortement augmenté, 2004 $220 trillions, 2007 $596 trillions et en 2010 $601 trillions. Attention cependant, les encours sur les marchés dérivés (Notional amounts outstanding) ne représentent pas une valeur réelle absolue, beaucoup de ces contrats (option d'achat ou de vente) portent sur les mêmes valeurs (euros, dollars, pétrole, riz…) et s’annulent les uns les autres. Leur valeur de marché brute est définie comme leur valeur liquidative à la date du jour d'estimation; au premier décembre 2010 leur valeur brute est estimée à $21 trillions. Il faut noter dans cette augmentation des marchés dérivés la place des credit default swap, CDS, assurances sur les risques de défauts des dettes. Les CDS, qui ont déjà conduit à la chute de l’assureur American International Group en 2008, compliquent considérablement les conséquences d'un défaut de paiement d'un État comme la Grèce. Le 1er mars 2012 l'International Swaps and Derivatives Association a annoncé que les CDS sur la dette grecque ne seraient pas activés dans l'immédiat,.

### Politique monétaire et budgétaire
Depuis Keynes, les recherches en économie ont souligné la forte interdépendance entre la politique monétaire (banque centrale), la politique budgétaire (État), la croissance (PIB), le chômage et l'inflation. Cependant il n'existe pas de consensus sur ce que doit être une bonne politique. Ainsi, Robert Barro a souligné que les politiques de relance par la dépense publique peuvent être mise en échec si les ménages épargnent au lieu de consommer en prévision d'une future hausse d'impôt pour faire face à une accumulation de la dette publique. De même, il soutient que les banques centrales n'ont pu faire reculer sur le chômage que lorsqu'elles ont trompé les acteurs du marché sur les anticipations d'inflation.
En 2012, bien que les modèles et les analyses des économistes soient de plus en plus fines et complexes, il reste très difficiles de prédire l'impact des politiques budgétaire et monétaires. Ainsi, malgré une pression pour toujours plus d'austérité budgétaire, les dettes des pays européens se sont envolées depuis la crise de 2008,. De même des responsables de la Fed, comme Richard W. Fisher, ne cachent pas qu'ils ne comprennent pas pourquoi l'économie ne repart pas malgré toutes les injections de liquidité.

### Crise économique
Une crise économique apparaît quand un trop grand nombre d'acteurs, ou que des acteurs ayant un rôle majeur d'un secteur économique, sont incapables de faire face à leurs dettes. Les crises économiques ont généralement des conséquences politiques importantes, voir dramatique. Ainsi, selon de nombreux spécialistes, historiens et économistes, de la crise de 1929, le retrait des capitaux américains d'Allemagne à la suite du krach de 1929 est en grande partie responsable de l'arrivée au pouvoir du parti nazi.

## Théories économiques autour de la dette
La notion de dette est à mettre en perspective avec les notions de monnaie, de richesse, de prix et de valeur.

### Monnaie négative et masse monétaire
Formellement, alors que les pièces de monnaie forment toujours une somme positive, une dette financière représente une quantité de monnaie négative. Ainsi une dette augmente mécaniquement la quantité de monnaie (positive), en circulation et donc la quantité moyenne de monnaie par personne.

### Dette publique
Le consensus de Washington, modèle de gestion d'une crise de la dette établi à la fin des années 1980 par le FMI et la Banque mondiale, résulte d'une approche néoclassique de la dette. Depuis, les institutions financières internationales admettent la nécessité d'une intervention importante des États pour assurer la bonne marche de l'économie.
Certains économistes remettent en cause certaines des hypothèses qui sous-tendent le consensus de Washington comme la rationalité des acteurs économiques. En effet, le cerveau humain est un très mauvais estimateur des probabilités, voir par exemple les résultats contre-intuitifs dans le jeu de pile ou face. D'autres économistes démontrent l’asymétrie d'information dans le système économique privilégiant ainsi certains acteurs. Les recherches de Maurice Allais le conduisent à remettre en cause le consensus de Washington. Joseph Stiglitz dénonce le consensus de Washington qui privilégie les intérêts du principal actionnaire du FMI, les États-Unis.

### Critique du système monétaire
De nombreux économistes hétérodoxes ont critiqué le système monétaire basé sur le développement de la monnaie fiduciaire. En 1912, Ludwig von Mises écrit : Le développement de la monnaie fiduciaire doit nécessairement mener à son effondrement.
Friedrich Hayek, prix Nobel d'économie prône la fin du monopole de la banque centrale et souhaite la mise en place d'un système monétaire concurrentiel, ou une pluralité de monnaies sont en concurrence dans son ouvrage Pour une vraie concurrence des monnaies. Selon lui, dans un système de concurrence « La bonne monnaie chasse la mauvaise » tout en permettant de mener des expérimentations monétaires nouvelles.
Frederick Soddy, scientifique réputé, fit plusieurs propositions pour réformer le système monétaire international et prôna des mesures, alors vivement combattues, comme l’abandon du standard or, l'adoption de taux de change flottants, la création d'un bureau des statistiques, le suivi d'une politique budgétaire contra-cyclique : pratiques mondialement adoptées depuis. Plus radical encore, il milite pour la suppression du système des réserves fractionnaires qui permet de multiplier les crédits. À l'origine d'une analyse relativement répandue du système monétaire moderne, il souligne le paradoxe du système monétaire basé sur la dette : où est l'argent pour rembourser les dettes passées si ce n'est dans toujours plus de dette. En effet, il suffit que les banques ne recyclent pas tous les intérêts des dettes dans l'économie pour qu'elles créent une situation de crise du crédit.
Le prix Nobel d'économie Maurice Allais, relativement isolé dans ce jugement, considérait en 1999 : « Dans son essence, la création monétaire ex nihilo actuelle par le système bancaire est identique, je n'hésite pas à le dire pour bien faire comprendre ce qui est réellement en cause, à la création de monnaie par des faux-monnayeurs, si justement condamnée par la loi. Concrètement, elle aboutit aux mêmes résultats. La seule différence est que ceux qui en profitent sont différents ».

### Critique de la dérégulation
Des éminents spécialistes de la gestion du risque soulignent le danger de la dérégulation du système bancaire. Le Glass-Steagall Act voté en 1933 après la crise de 1929 pendant la Grande Dépression explique selon eux les décennies de prospérité de l'après-guerre en Europe et aux États-Unis. Au contraire, la dérégulation entamée dans les années 1980 se concrétisant par la révocation du Glass-Steagall act par le Gramm–Leach–Bliley act en 1999 a permis aux banques de dépôt, aux banques commerciales, aux banques d'investissements et aux compagnies d'assurances de fusionner leurs activités récréant des risques systémiques considérables, entraînant des booms dans de nombreux secteurs d'activité et déstabilisant aujourd'hui l'économie mondiale.

### Finances
Le développement des mathématiques financières associé aux développements juridiques des produits dérivés est à l'origine de l'augmentation des encours sur les marchés dérivés. Par exemple, le modèle Black-Scholes permet dans un cadre d'approximation restrictif, idéaliste, du marché de déterminer le prix juste et unique d'une option, un droit (pas une obligation) d'acheter ou de vendre un produit à une date et un prix fixé permettant à la finance de créer un marché secondaire pour n'importe quel produit.

### Taux d'intérêt et marché immobilier
D'autre part, « Maurice Allais pensait que la possession privée de la terre était injustifiée », notamment parce qu'il envisageait que les taux d'intérêt allaient se rapprocher de plus en plus de zéro, donnant ainsi une valeur disproportionnée (infinie) à la propriété immobilière.

## Éthique et philosophie
Moralement, une situation de dette est une situation sociale dans laquelle une personne ou un groupe de personnes, ayant reçu une attention d'une autre personne ou d'un autre groupe de personnes, a l'obligation ou le sentiment d'obligation de rendre quelque chose de même valeur. Dans la mesure où la notion d'égalité de valeur est subjective, le sentiment de dette est aussi subjectif.

### Don
Le don est une forme d'échange traditionnel dans les sociétés humaines. Si a priori le don s'oppose au concept de dette dans la tradition chrétienne, il est rarement gratuit. La personne qui reçoit étant alors l'obligé de la personne qui donne. Dans son livre Essai sur le don, Marcel Mauss analyse le rôle social de cette modalité de circulation des richesses, le potlach pratiqué par les Indiens du Canada et du Nord des États-Unis. Dans ces sociétés le don coexistait avec d'autres formes d'échanges, de troc et même de marché avec échange monétaire. Le don est un acte très répandu dans les sociétés humaines. La mort de James Cook aux îles Hawaï est peut-être liée à cette économie du don[réf. souhaitée]. Alors que les indiens donnèrent sans compter lors de leur première rencontre avec les Anglais, à leur retour quelques semaines plus tard, les indigènes massacrèrent l'équipage de James Cook. Au travers du don et du contre don, se joue non seulement le pouvoir entre individus mais aussi le statut social dans la tribu et entre tribus. La recherche de ce statut peut conduire à la destruction importante de biens économiques, en apparente contradiction avec toutes pensées rationnelles.

### Die Schuld: héritage de la pensée allemande
En Allemand le mot dette, die Schuld, signifie aussi culpabilité, faute. Les penseurs allemands jouent de cette polysémie... de Nietzsche dénonçant le sentiment de culpabilité développé par le christianisme chez l'homme occidental ; à Heidegger développant l'idée d'être, Dasein, consubstantiellement coupable de ses dettes, ; en passant par l'analyse de l'homme aux rats par Sigmund Freud.

### Confiance
Anselm Jappe fait une critique systématique de la notion de valeur, il énonce un nouveau paradoxe du capitalisme qui n'a plus pour objectif de produire plus de marchandise ou de service, mais la multiplication de l'argent entraînant une perte de confiance dans la monnaie.

### Points de vue religieux
Usure, voir Intérêt (finance)#Points de vue religieux.

### Souveraineté
La crise de la dette souveraine (Grèce, Portugal, Espagne...) a mis en lumière les limites de l’intégration européenne en matière monétaire, et suscité un renouveau du débat économique opposant partisans de la relance financée par la dette publique et adeptes de l’orthodoxie financière classique - partisans du désendettement (« deleveraging ») des États, des entreprises et des ménages.
À terme, selon le centre de recherche économique World Pensions Council (WPC), le retour à l’orthodoxie financière prôné par le gouvernement allemand et la BCE et la politique de rigueur généralisée qui en découle nécessiteront une révision du traité de Lisbonne, car ils pourraient avoir pour conséquence de réduire les prérogatives budgétaires et fiscales des États membres au-delà des dispositions du traité dans sa forme actuelle.

### Filmographie
- Charles H. Ferguson, Inside Job, 2010